# IC 1315
IC 1315 — галактика типу *Grp (велика група зірок) у сузір'ї Либідь.
Цей об'єкт міститься в оригінальній редакції індексного каталогу.